# Escina
Escina é um princípio ativo de origem vegetal (fitofármaco), uma saponina extraída das espécies de Aesculus hippocastanum. É utilizada em varizes, hemorroidas, edemas venosos e na insuficiência venosa crônica. Possui propriedades tônico-venosas, anti-inflamatória e antiedematosa, devido a um mecanismo de otimização da entrada de cálcio, aumentando assim o tônus das paredes venosas. Em ratos, sua DL50 é maior que 100 mg/kg.

## Doses usuais
As doses aplicadas na clínica médica são de 60 a 180 mg por dia, através da via oral. Pela via intravenosa a dose máxima permitida é de 20 mg/dia.

## Efeitos secundários
Os estudos mostram um número baixo de efeitos secundários para este medicamento pela via oral (0,6 a 3%). Quando ocorrem, são relacionadas principalmente ao trato gastrintestinal, vertigem, dor de cabeça. Em alguns casos, na aplicação tópica pode ocorrer dermatite de contato.